# MANPADS

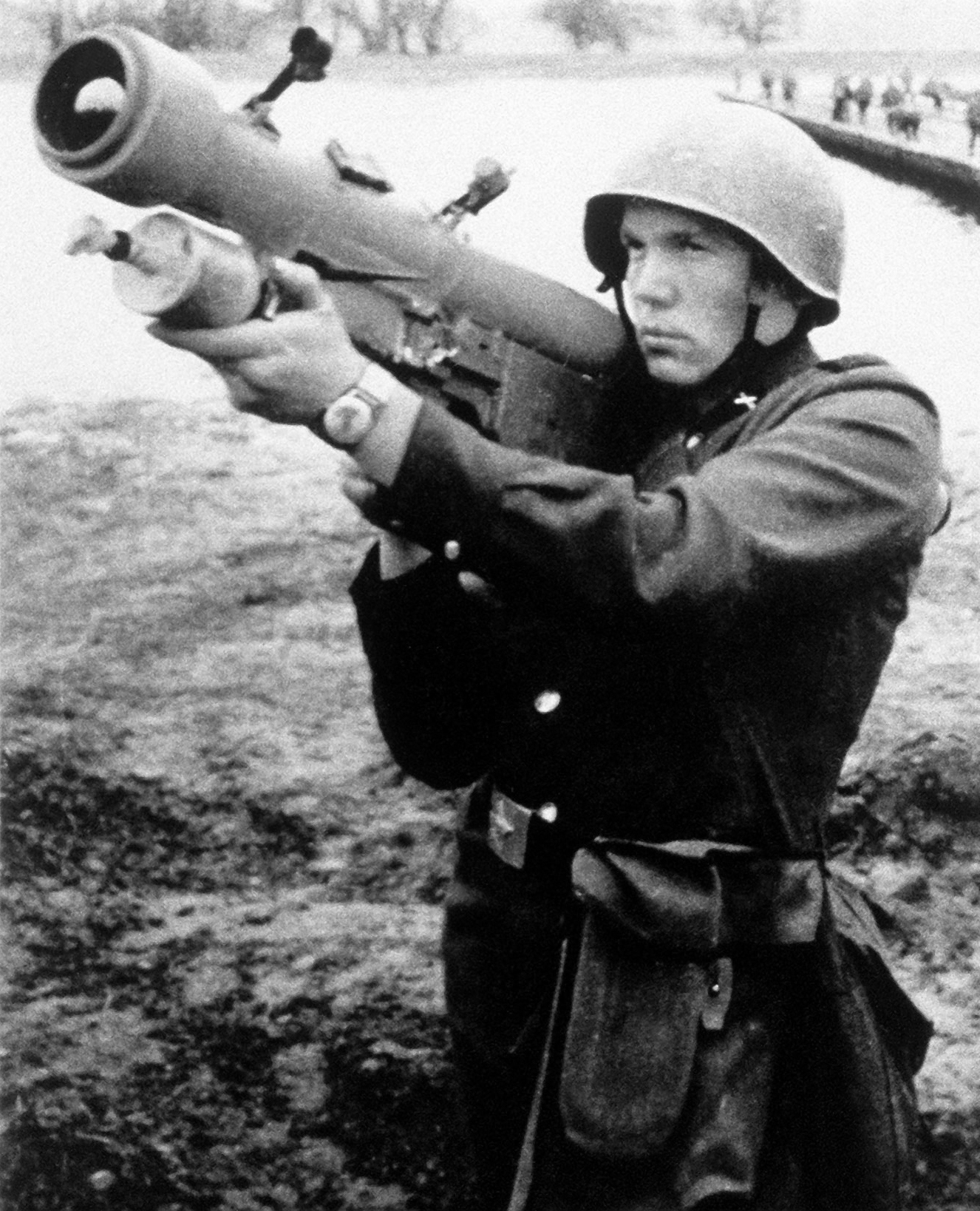
Un missile 9K32 Strela-2 portato a spalla da un militare dell'Armata Rossa

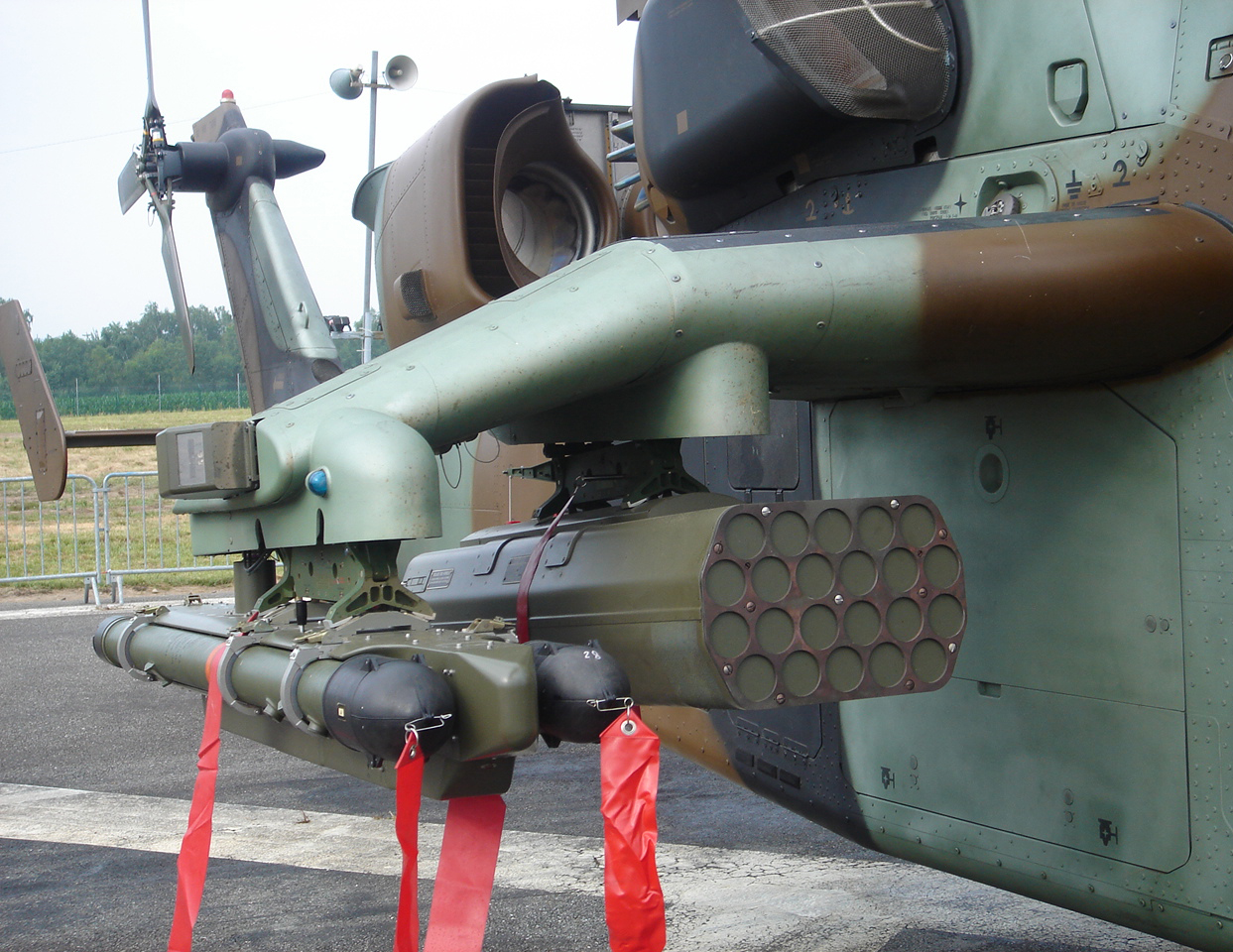
Missile Mistral su un elicottero Tigre

MANPADS è l'acronimo di man-portable air-defense systems ed indica un sistema missilistico antiaereo a corto raggio trasportabile a spalla.
Sono sistemi missilistici di questo tipo i sovietici Strela e Igla, l'americano Stinger e il francese Mistral che è trasportabile ma non spalleggiabile.

## Sviluppo
Nella seconda guerra mondiale la Germania indagò e creò prototipi di armi portatili per la difesa aerea, simili ai bazooka. Nel 1948 l'esercito degli Stati Uniti iniziò a studiare nuove armi di difesa aerea, in quanto le mitragliatrici non erano efficaci contro gli aerei a reazione. Diversi sistemi di armi a razzo, basati su disegni nazisti, sono stati studiati, ma nessuno sembrava portare a nulla di utile.
Questi sistemi sono stati originariamente sviluppati nel 1950 per fornire protezione militare alle forze di terra dall'aviazione nemica. A metà degli anni '50 Convair iniziò gli studi su un sistema portatile, basato sul missile SideWinder a guida a infrarossi. Nel novembre 1956, i risultati di questi studi furono mostrati all'esercito e al Corpo dei Marines. Nel 1957 fu ufficialmente lanciata una competizione per l'acquisto di missili MANPADS.
Il progetto della Redeye montava il termodante sviluppato per il missile AIM-9B Sidewinder, combinato con motori a razzo e altre sezioni di razzi di 2,75 pollici di diametro. Infine, nell'aprile 1958, Convair ricevette un contratto per iniziare lo sviluppo del sistema, che nel 1962 fu finalmente accettato per l'ingresso in servizio operativo. Anche l'18 iniziò a lavorare in questo campo e pochi anni dopo introdusse il missile 9K32 Strela, chiamato dalla NATO SA-7 Grail.
I sistemi di difesa aerea portatili, noti anche come MANPADS, divennero ben presto un nuovo nemico dei piloti, che si erano già abituati ad evitare missili antiaerei guidati da radar volando a bassa quota. A differenza di mitragliatrici e cannoni, un tale missile può abbattere un aereo di grandi dimensioni.
Inizialmente furono venduti solo agli eserciti, ma nel corso degli anni furono anche forniti ai movimenti di guerriglia di tutti i segni in tutto il mondo e finirono per apparire sul mercato nero delle armi. Hanno ricevuto grande attenzione come potenziali armi terroristiche che potrebbero essere utilizzate contro aerei commerciali. Questi missili, accessibili e ampiamente disponibili attraverso varietà di fonti, sono stati utilizzati con successo negli ultimi trent'anni, sia nelle operazioni militari che dai terroristi.
Questo tipo di armi può essere ottenuto sul mercato nero da poche centinaia di dollari per vecchi modelli, a un quarto di milione di dollari per il più recente. Oggi, venticinque paesi, tra cui gli Stati Uniti,producono MANPADS. Il possesso, l'esportazione e il traffico di queste armi sono ufficialmente e rigorosamente controllati, in quanto rappresentano una minaccia per l'aviazione civile, anche se purtroppo questo controllo è spesso superato.
I paesi occidentali, leader in diverse operazioni di spedizione e nell'uso di aerei d'attacco e forze aeree, base fondamentale della potenza di combattimento occidentale, affrontano MANPADS come la componente più avanzata della difesa aerea nemica. questi in genere, praticano una tattica di difesa aerea decentralizzata o focale con MANPADS mobili e non si basano sulla logistica.
I missili misurano da 1,2 m a 1,6 m e il loro peso è da 8 a 16 kg,a seconda del modello. Cavalcano sulla spalla e lanciano. In generale, il rilevamento del bersaglio è fino a 10 km (6 miglia) e il suo raggio d'azione massimo di circa 7 km (4,5 miglia), quindi gli aerei che volano ad un'altezza di 6000 m (19.700 piedi) o superiore sono relativamente sicuri.